# São Domingos do Prata (kommun)
São Domingos do Prata är en kommun i Brasilien.   Den ligger i delstaten Minas Gerais, i den sydöstra delen av landet, 700 km sydost om huvudstaden Brasília. Antalet invånare är 17 352.
Följande samhällen finns i São Domingos do Prata:
- São Domingos do Prata

Omgivningarna runt São Domingos do Prata är huvudsakligen savann. Runt São Domingos do Prata är det glesbefolkat, med 11 invånare per kvadratkilometer.